# إسحاق سميث
إسحاق سميث (بالإنجليزية: Isaac Smith)‏ هو سياسي أمريكي، ولد في 4 يناير 1761 في مقاطعة تشيستر في الولايات المتحدة، وتوفي في 4 أبريل 1834. انتخب عضو مجلس نواب بنسيلفانيا وانتخب عضو مجلس النواب الأمريكي.